# Samsara (película de 2011)
Samsara es una película no narrativa creada por los cineastas Ron Fricke y Mark Magidson. Es la secuela de la aclamada cinta Baraka, de 1992, que también fue dirigida por Fricke y producida por Magidson.
El término saṃsāra es una palabra en sánscrito que significa 'mundo' o 'existencia cíclica', pero es usada a menudo para describir actividades mundanas. Según el propio Fricke, el filme ahonda en su tema favorito: la relación de la humanidad con la eternidad. Tal como Baraka, esta obra fue rodada con película de 70 milímetros usando el sistema Panavision System 65 y utiliza música para impulsar la historia.
Samsara se estrenó en el Festival Internacional de Cine de Toronto en septiembre de 2011, exhibida con una proyección digital en resolución 4K. No fue distribuida en formato 70 mm.

## Contenido
El resumen que Ron Fricke propuso para su película:
1. Prólogo: Creación.
Partiendo con la imagen de un átomo, la vista se expande hasta mostrar una pintura de arena. Usando esta pintura como una especie de portal, el espectador es presentado ante cuatro guías espirituales ancestrales.
2. Primer acto: El espíritu toma forma.
Esta sección se concentra en un espíritu amorfo que busca expresarse. Al concluir el segmento, el espíritu toma la forma de un recién nacido.
3. Segundo acto: Materia, una vuelta de la rueda.
Esta parte abarca el nacimiento del Primer acto y explora el ciclo global desde el nacimiento hasta la muerte representados por los espíritus ancestrales del Prólogo.
4. Tercer acto: Samsara, la rueda de la vida.
El centro de esta sección es el viaje del espíritu después de la muerte y la inestabilidad del mundo material. El abandono, la descomposición y la muerte son los principales temas.
5. Epílogo: Renacimiento.
Se vuelve a ver la pintura de arena del Prólogo, la cual es reensamblada. El portal se sella.

## Producción
Samsara fue filmada en cerca de cien lugares en veinticinco países y tomó cinco años para realizarse. En abril de 2012, el sitio web oficial de la película confirmó nueve lugares: China, Birmania, India, Japón, Turquía, Etiopía, Francia, Estados Unidos y Brasil y anunció que revelaría otros en el futuro.
En los créditos de la película se pueden leer las siguientes localizaciones:

### África
Angola
- Cataratas Epupa.

 Egipto
- Museo Egipcio de El Cairo, El Cairo.
- Necrópolis de Guiza.
- Ciudad de los Muertos.

 Etiopía
- Pueblo mursi, valle bajo del Omo.

 Ghana
- Taller Kane Kwei Carpentry Workshop, Acra.
- Calles de Acra.

 Malí
- Gran Mezquita de Djenné, Djenné.
- Valle dogón, acantilados de Bandiagara.

 Namibia
- Parque nacional de Namib-Naukluft, Sossusvlei.
- Ciudad fantasma de Kolmanskop, Lüderitz.
- Pueblo Himba, Kunene.
- Costa de los Esqueletos.

### Asia
Arabia Saudita
- Mezquita Masjid al-Haram, La Meca.

 Birmania:
- Bagan, cerca de Mandalay.

 China
- Escuela de Artes Marciales Tagou, Zhengzhou.
- Shanghái.
- Changchun.
- Zhengzhou.
- Pekín (Danza de los 1000 brazos).

 Corea del Sur
- Zona desmilitarizada de Corea, Panmunjom.
- Hyundai Glovis, Co. Ltd Shipyards, Seúl.

 Emiratos Árabes Unidos
- Ski Dubai, Dubái.
- Dubai Mall, Dubái.
- Burj Khalifa, Dubái.
- Burj Al Arab, Dubái.

 Hong Kong
- Hotel Lan Kwai Fong.

 India
- Monasterio Tikse, Leh, Ladakh.

 Indonesia:
- Fundación Artística Tri Pusaka Sakti
- Mina de azufre en la cima del volcán Kawah Ijen, Java Oriental.

 Israel
- Cúpula de la Roca, Jerusalén.
- Iglesia del Redentor, Jerusalén.
- Muro de las Lamentaciones, Jerusalén.

 Palestina
- Nablus.
- Belén.

 Japón
- Chiba.
- Tokio.
- Universidad de Osaka.
- Atri, Kioto.
- Fushimi inari Shrine, Kioto.
- Toshimaen/Hydropolis, Tokio.
- Parque Yoyogi, Tokio.
- Orient Kogyo Showroom, Tokio.
- Advanced Telecommunications Research Institute International ATR, Tokio.

 Jordania
- Petra.

 Filipinas
- Centro Provisional de Detención y Rehabilitación de Cebú, Cebú.
- Arms Corporation of the Philippines.
- Calles de Manila.

 Tailandia
- Cascade Go-Go Bar, Nana Plaza, Bangkok.
- Siriraj Medical Museum, Bangkok.

 Turquía
- Monte Nemrut, cerca de Adıyaman.
- Capadocia.
- Mezquita Azul, Estambul.

### Europa
Dinamarca
- Moesgard Museum
- Silkeborg Museum
- Mariesminde Poultry Farm
- Bøgely Svineproduktion

 Francia
- Palacio de Versalles, París.
- La Sainte-Chapelle, París.
- Monte Saint-Michel, París.
- Catedral de Notre Dame, París.
- Catedral de Notre Dame, Reims.
- Metro de París
- Mont Blanc
- Aiguille du Midi
- Olivier de Sagazan, Paris

 Italia
- Galería Víctor Manuel II, Milán.
- Teatro alla Scala, Milán.
- Catacumbas de los Capuchinos, Palermo.

 Ciudad del Vaticano
- Basílica de San Pedro, Ciudad del Vaticano.

### América
Brasil
- Divino Salvador Church, São Paulo.
- Estación Sé, Metro de São Paulo.
- Favela de Paraisópolis, São Paulo.

 Estados Unidos
- Hunt's Mesa, Monument Valley, Arizona.
- Cañón del Antílope, Arizona.
- Volcán Kīlauea, Hawái.
- Ninth Ward, Nueva Orleans, Luisiana.
- Arco Delicado, Parque nacional de los Arcos, Utah.
- El Capitán, Parque nacional de Yosemite, California.
- Lago Mono, Mono Basin, California.